# 4763 Ride
4763 Ride è un asteroide della fascia principale. Scoperto nel 1983, presenta un'orbita caratterizzata da un semiasse maggiore pari a 2,6568011 UA e da un'eccentricità di 0,1033475, inclinata di 11,41825° rispetto all'eclittica.